# Bonacker (Meschede)
Bonacker ist der südlichste Ortsteil von Meschede im Hochsauerlandkreis und liegt etwa 4,5 Kilometer südöstlich von Remblinghausen.

## Geschichte
In Bonacker sind seit dem 16. Jahrhundert vier Höfe nachweisbar, der Hof Wilmers wurde bereits 1300 urkundlich erwähnt.
Um 1819 lebten in vier Häusern 35 Einwohner. Heute gibt es in Bonacker drei Landwirtschaftsbetriebe und eine Zimmerei.
Bonacker gehört zur Pfarrgemeinde St. Jakobus Remblinghausen. 
Bis zur kommunalen Neugliederung, die am 1. Januar 1975 in Kraft trat, war Bonacker ein Ortsteil der Gemeinde Remblinghausen.